# Solange Bastos
Solange Albernaz de Melo Bastos (Rio de Janeiro, RJ, 1952) é uma jornalista brasileira.
Nascida Rio de Janeiro, começou como "foca" no "O Jornal", dos Diários Associados, em 1971. Em 1973 saiu do Brasil por motivos políticos, tendo morado no Chile, na Argentina, Portugal e França, onde teve seus dois filhos, Miguel e Ernesto. Voltou ao Brasil às vésperas da anistia, em 1978, tendo retornado ao jornalismo em Maceió, Alagoas, como repórter e apresentadora da TV Gazeta, em 1982. Ao voltar ao Brasil, ela foi torturada pelo DOI-CODI.
Em 1983 participou da fundação da Rede Manchete de Televisão, do grupo Bloch, no Rio de Janeiro. Por seu trabalho como repórter na Operação Antártica III, em 1983/1984, quando pela primeira vez a tripulação do navio de apoio oceanográfico Barão de Teffé chegou à Base Brasileira Comandante Ferraz, instalada na ilha rei George no verão anterior, foi convidada para integrar a equipe do programa Globo Repórter, da Rede Globo de Televisão. Entre os programas de destaque, estão o GR sobre a Ilha de Páscoa (1986) e a reportagem no Fantástico sobre a Seca no Ceará (1987).
Em 1988, voltou à TV Manchete, a convite do diretor Jayme Monjardim, para a reestruturação do Programa de Domingo, que adotou a linguagem cinematográfica no jornalismo especial, assim como a novela Pantanal o fez na dramaturgia televisiva. Realizou os especiais "Amazônia, Paraíso em Perigo" (1989), logo depois da morte de Chico Mendes e "O Velho Chico", quando percorreu da nascente à foz do rio São Francisco em 4 reportagens especiais (1989/1990).
Em 1993/1994 ancorou o "talk-show" Bate-Boca, em rede nacional, marcado pela espontaneidade e variedade de temas debatidos com especialistas e a ajuda de outros profissionais.
Um de seus últimos trabalhos na TV Manchete foi a cobertura da Copa do Mundo de 1998, na França.
Desde 2002 está à frente da Família Bastos Produções, empresa de produção cultural, que já editou vários livros de Paulo de Mello Bastos - Salvo-conduto, Um Voo na História (2a. ed. - 2004); Tauã, A Verdade Verdadeira que seu Noberto Contou (2004); Nos Bastidores da Anistia (edição final - 2002); A Caixa-Preta do Golpe de 64, A República Sindicalista que Não Houve (2006); O Nordeste é um Só (2010) e ainda O Elogio da Bobagem, de Alice Viveiros de Castro, patrocinado pela Petrobras (2004/2005).
Produziu também os curtas Carmencita Descobre a Rede Ecológica (2005), À Procura da Caixa-Preta do Golpe de 64 (2006) e Formação de Gestores de Saúde para a Atenção Oncológica (2008). Em 2007, produziu o média-metragem Brad, Uma Noite Mais nas Barricadas, de videohackers, documentário ganhador de Menção Honrosa do grupo Tortura Nunca Mais na Mostra sobre Direitos Humanos (abril de 2008).
Em 2010, Solange Bastos publicou de sua autoria o livro O Paraíso é no Piauí: A Descoberta da Arqueóloga Niède Guidon, sobre o Parque Nacional Serra da Capivara, onde se descobriu vestígios de pelo menos 60 mil anos da presença do homem, tornando o Piauí o Berço do Homem Americano, com o patrocínio do Governo do Estado do Piauí. O livro vem acompanhado do CD do documentário Piauí Entocado, de Miguel Viveiros de Castro (50'), com legendas em português, francês, inglês e espanhol.
Em setembro de 2015, lançou seu segundo livro-reportagem de divulgação científica, Na Rota dos Arqueólogos da Amazônia, 13 Mil Anos de Selva Habitada. O lançamento foi no Museu Antropológico da Universidade Federal de Goiás, durante o XV Congresso da Sociedade de Arqueologia Brasileira, a SAB, que ocorreu na vizinha PUC, em Goiânia. Desde 2009, Solange acompanhou as pesquisas de campo em quase todos os cantos da Amazônia, registrando as descobertas e as novas teorias que foram surgindo. Também dessa vez, saiu um documentário acompanhando o livro, realizado por Miguel Viveiros de Castro, Mundurukânia, Na Beira da História, que gravou com arqueólogos, ribeirinhos e índios da região do Tapajós. O filme inclui também gravações no exterior com alguns arqueólogos ligados a universidades europeias. Livro e filme foram lançados em várias cidades do Brasil e aldeias indígenas do Pará.

## Trabalhos
- O paraíso é no Piauí. [S.l.]: Família Bastos. 2010. 328 páginas. ISBN 978-85-89853-05-7
- Na rota dos arqueólogos da Amazônia. [S.l.]: Família Bastos. 2015. 677 páginas. ISBN 978-85-89853-07-1